# Sandracottus insignis
Sandracottus insignis är en skalbaggsart som först beskrevs av Wehncke 1876.  Sandracottus insignis ingår i släktet Sandracottus och familjen dykare.

## Underarter
Arten delas in i följande underarter:
- S. i. insignis
- S. i. ornatus